# Barrio Independencia, Hidalgo
Barrio Independencia är en ort i Mexiko.   Den ligger i kommunen Tlanchinol och delstaten Hidalgo, i den sydöstra delen av landet, 180 km norr om huvudstaden Mexico City. Barrio Independencia ligger 1 499 meter över havet och antalet invånare är 109.
Terrängen runt Barrio Independencia är kuperad åt sydväst, men åt nordost är den bergig. Barrio Independencia ligger uppe på en höjd. Runt Barrio Independencia är det ganska glesbefolkat, med 48 invånare per kvadratkilometer. Närmaste större samhälle är Tlanchinol, 1,2 km nordost om Barrio Independencia. I omgivningarna runt Barrio Independencia växer i huvudsak städsegrön lövskog.